# Gentleman Usher
Gentleman Usher (en français: gentilshommes huissiers) est le titre de certains officiers de la maison royale du Royaume-Uni

## Les Gentlemen Ushers en tant que serviteurs

### Historique

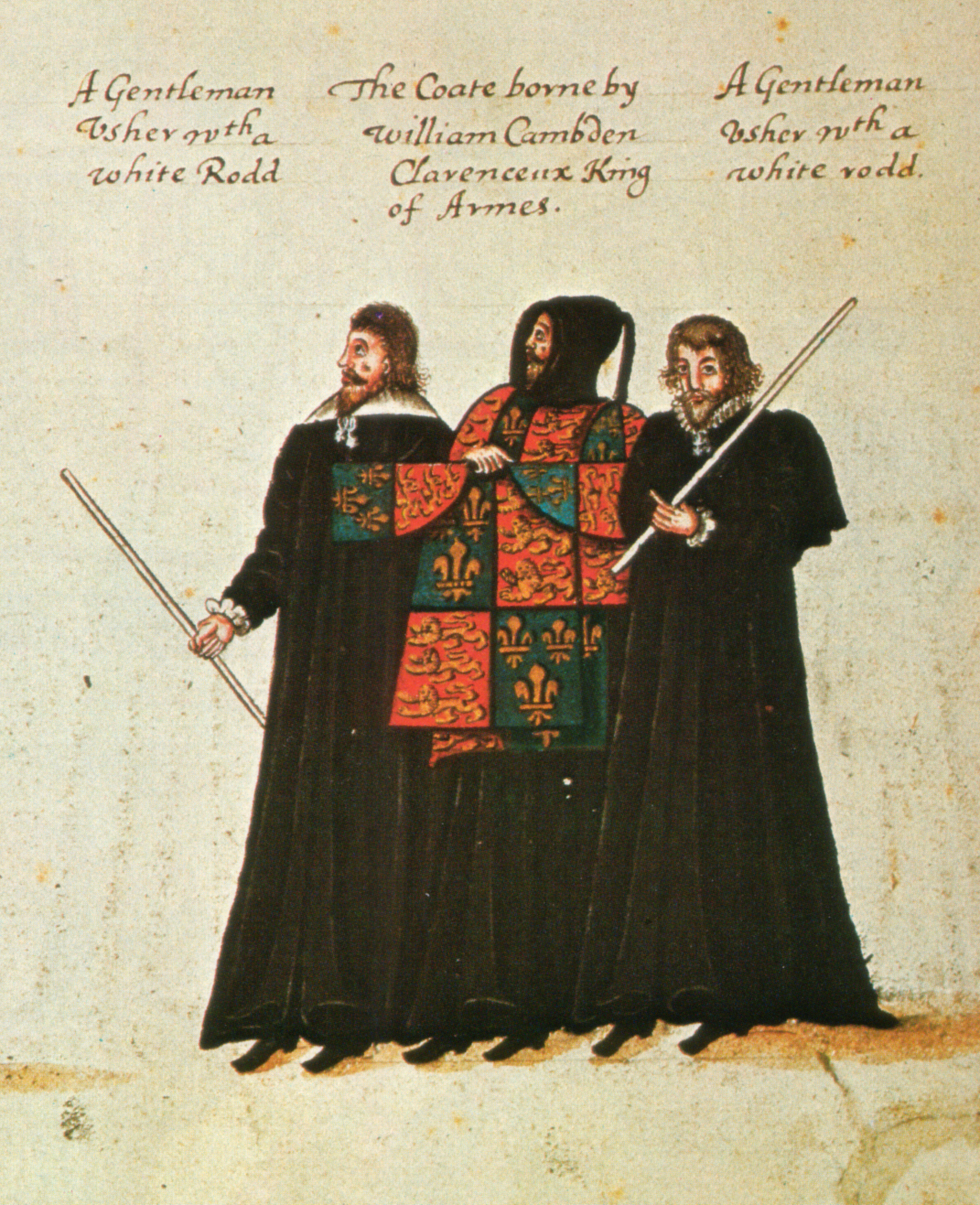
La procession funéraire de la Reine Elizabeth I, 1603 ; William Camden, Roi d'Armes de Clarenceux portant le tabard ou "coate", entre deux gentlemen huissiers. Inscription : "Un gentleman huissier avec un bâton blanc".

Les Gentleman Usher étaient à l'origine une classe de serviteurs que l'on trouvait non seulement dans la maison royale, mais aussi dans des établissements moins importants. On les trouvait régulièrement dans les maisons des nobles de la période Tudor et Richard Brathwait, dans son Household of an Earle, les considérait comme l'un des "officiers et serviteurs que l'état d'un comte exige d'avoir". Les Gentlemen Ushers occupaient un niveau intermédiaire entre l'intendant, le chef habituel, et les serviteurs ordinaires ; ils étaient chargés de superviser le travail des serviteurs "en haut de l'escalier", en particulier ceux qui cuisinaient et servaient le noble lors des repas, et veillaient à ce que la grande chambre soit maintenue propre par les serviteurs de moindre importance. Il était également chargé de superviser d'autres services divers, tels que l'entretien de la chapelle et des chambres à coucher du noble. C'est traditionnellement le gentilhomme huissier qui fait prêter serment aux nouveaux membres du service du noble.
Les fonctions d'un Gentleman Usher, qui ne sont pas sans rappeler celles d'un majordome contemporain, lui conféraient une grande importance dans les foyers des Tudor et du XVIIe siècle. La pièce de George Chapman, The Gentleman Usher, a pour personnage-titre le pompeux mais facilement trompé Bassiolo, Gentleman Usher de Lord Lasso.
Les Gentlemen Usher de la maison royale étaient à l'origine, par ordre de préséance, les quatre Gentleman Usher de la Chambre privée (qui assistaient le souverain dans la Chambre privée), les quatre Gentlemen Usher serveurs quotidiens et les huit Gentleman Usher serveurs trimestriels. À l'origine, les deux derniers avaient des durées de service différentes, mais la distinction n'était plus que symbolique, car le rôle des Gentlemen Ushers devenait de plus en plus cérémoniel et ils exerçaient moins de contrôle sur le personnel. En 1901, le roi Édouard VII a supprimé ces trois classes et a commencé à nommer simplement des Gentlemen Usher ordinaires.

### Contemporain
Un effectif de dix Gentlemen Ushers est mainten. Les Gentlemen Ushers de la Reine sont généralement nommés parmi des officiers militaires à la retraite (et parfois des civils) pour une présence irrégulière et peu fréquente aux événements royaux. Lorsqu'ils sont en service, ils portent généralement soit l'uniforme de service, soit la tenue du matin ou du soir, selon l'occasion, avec en plus un brassard affichant le chiffre royal. Ils font office d'huissiers lors des garden-parties et des investitures royales, ainsi que lors des cérémonies d'État. Lors des mariages royaux, des funérailles et d'autres grandes cérémonies, ils peuvent être appelés à conduire les invités royaux et autres en procession avant de les conduire à leur place. À l'occasion, ils peuvent être appelés à assister à un événement (par exemple, un service commémoratif) en tant que représentant du monarque. Les huissiers, qui ne sont pas rémunérés, prennent leur retraite à 70 ans, âge auquel ils peuvent devenir des huissiers supplémentaires. Ils sont, à certains égards, l'équivalent des aides sociales militaires (White House Military Office ou WHMO) du président américain, qui assistent les visiteurs de la Maison-Blanche deux à quatre après-midi par mois.

## Gentlemen Ushers particuliers
Certains Gentlemen Ushers ont des fonctions en dehors de la Maison royale, généralement rattachés soit à un ordre de chevalerie, soit à une Chambre du Parlement. Ce sont, par ordre d'ancienneté :
- Le gentilhomme huissier du Bâton noir (Gentleman Usher of the Black Rod, couramment appelé « Black Rod »), créé vers 1361 en tant qu'officier de l'Ordre de la Jarretière, qui fait également office de secrétaire du Lord Grand Chambellan et de portier de la Chambre des Lords et (depuis 1971) de Serjeant-at-Arms de la Chambre des Lords. Au cours de la période Tudor, il était généralement l'un des membres les plus anciens de la maison royale, comme le Groom of the Stool ; de la Restauration jusqu'en 1765, le Bâton noir était le plus ancien des Gentleman Usher Daily Waiter existants, après quoi un nouveau Daily Waiter était nommé pour succéder au précédent Bâton noir. Le Bâton noir actuel est Sarah Clarke.
- Le gentilhomme huissier du Bâton blanc (Gentleman Usher of the White Rod), établi comme une dignité héréditaire vers 1373, qui assistait au Parlement d'Écosse avant son abolition en 1707. La fonction héréditaire a été déclarée adjudicative en 1758, et a été achetée et vendue plusieurs fois depuis lors. La fonction a été rétablie dans une certaine mesure en relation avec le Parlement de Grande-Bretagne, et elle est maintenant occupée par les Walker Trustees[3].
- Le gentilhomme huissier du Bâton vert (Gentleman Usher of the Green Rod), créé en 1714, est l'huissier de l'Ordre écossais du Chardon, actuellement le contre-amiral Christopher Hope Layman.
- Le gentilhomme huissier irlandais du Bâton noir (Irish Gentleman Usher of the Black Rod), créé en 1783, est l'huissier de l'ordre irlandais de Saint-Patrick; il n'y a pas eu de nomination à cette fonction depuis 1933.
- Le gentilhomme huissier du Bâton écarlate (Gentleman Usher of the Scarlet Rod), créé en 1725, est l'huissier de l'Ordre britannique du Bain. L'actuel bâton écarlate est le major général James Gordon.

Le gentleman huissier de l'épée d'État (Gentleman Usher to the Sword of State), créé vers 1842, est l'huissier qui porte l'épée d'État lors des processions cérémonielles. Il s'agit actuellement du général Kevin O'Donoghue.
- Le gentilhomme huissier du Bâton bleu (Gentleman Usher of the Blue Rod), créé en 1882 en tant qu'"officier d'armes" et devenu huissier en 1911, est l'huissier de l'Ordre britannique de Saint-Michel et Saint-Georges, actuellement Dame DeAnne Julius.
- Le gentilhomme huissier du Bâton violet (Gentleman Usher of the Purple Rod), créé en 1918, est l'huissier de l'Ordre de l'Empire britannique, actuellement Dame Amelia Fawcett.

Il existe également des gentilshommes huissiers du Bâton noir pour la Nouvelle-Zélande, l'Australie et ses États, et le Canada.

## Source
- (en) Cet article est partiellement ou en totalité issu de l’article de Wikipédia en anglais intitulé « Gentleman Usher » (voir la liste des auteurs).